# Grądy (Varsovie-ouest)
Pour les articles homonymes, voir Grądy.
Grądy [ˈɡrɔndɨ] est un village polonais, situé dans la Powiat de Varsovie-ouest et dans la voïvodie de Mazovie dans le centre-est de la Pologne.
Il se situe à environ 3 kilomètres à l'ouest de Leszno, 17 kilomètres à l'ouest d'Ożarów Mazowiecki (chef-lieu) et à 31 kilomètres à l'ouest de Varsovie.
Le village a une population de 336 habitants en 2000.